# Parathesis ixtlanensis
Parathesis ixtlanensis är en viveväxtart som beskrevs av C.L. Lundell. Parathesis ixtlanensis ingår i släktet Parathesis och familjen viveväxter. Inga underarter finns listade i Catalogue of Life.